# Capartice
Capartice (německy Nepomuk) jsou malá vesnice, část městyse Klenčí pod Čerchovem v okrese Domažlice v Plzeňském kraji. Nachází se asi 2,5 kilometru jihozápadně od Klenčí pod Čerchovem. V roce 2011 zde trvale žilo 24 obyvatel.
Capartice leží v katastrálním území Klenčí pod Čerchovem o výměře 14,27 km².

## Název
Původně byla osada pojmenována Nepomuk na počet svatého Jana Nepomuckého. Mezi obyvatelstvem okolní krajiny se však název neujal, a lidé ji začali nazývat Capartice. Tento název je odvozen ze slova capart používaného pro označení chatrných a malých věcí, v tomto případě malých pozemků, které zdejší osadníci vlastnili. V historických pramenech se vesnice objevuje pod úředním jménem Nepomuk (1748, 1789, 1839).

## Historie
První písemná zmínka o vesnici pochází z roku 1748.

## Přírodní poměry
Na květnatých a podmáčených loukách v okolí vesnice roste mimo jiné vemeník zelenavý, bradáček vejčitý nebo prstnatec májový.

## Obyvatelstvo
Při sčítání lidu v roce 1921 zde žilo 209 obyvatel, z toho 181 obyvatel německé národnosti, 22 Čechoslováků a šest cizozemců. Všichni obyvatelé se hlásili k římskokatolické církvi.
| Rok            | 1869 | 1880 | 1890 | 1900 | 1910 | 1921 | 1930 | 1950 | 1961 | 1970 | 1980 | 1991 | 2001 | 2011 | 2021 |
| -------------- | ---- | ---- | ---- | ---- | ---- | ---- | ---- | ---- | ---- | ---- | ---- | ---- | ---- | ---- | ---- |
| Počet obyvatel | 171  | 166  | 140  | 186  | 211  | 209  | 183  | 12   | 29   | 32   | 42   | 37   | 21   | 24   | 41   |
| Počet domů     | 19   | 20   | 20   | 21   | 25   | 28   | 28   | 31   | –    | 12   | 9    | 12   | 12   | 15   | 18   |

## Doprava
Caparticemi vede silnice II/189 a nachází se zde křižovatka turisticky značených cest. Modře značená trasa spojuje památník Cesty hraběte Jiřího ze Stadionů s pomníkem Jindřicha Šimona Baara ve Výhledech. Červeně značená trasa směřuje na jih směrem k Čerchovu a na sever ke Starému Herštejnu.

## Pamětihodnosti
- Pomník Jindřicha Šimona Baara
- Ve vsi stojí kaple svatého Jana Nepomuckého založená roku 1897. V padesátých letech dvacátého století byla zbořena a v letech 2007–2008 obnovena Okrašlovacím a sportovním sdružením Český les.[13]
- Kaple svatého Vojtěcha postavená Okrašlovacím a sportovním sdružením Český les[14]
- Naučná stezka Capartické louky